# Kazahdaria
Kazahdarya este un fost port și stațiune balneară la Marea Aral, în Uzbekistan. În 1975 avea 14 mii de locuitori. Pînă la mijlocul anilor 1970 Kazahdarya a fost un important centru turistic (preferat de nomenclatura comunistă a Uzbekistanului). În rezultatul scăderii nivelului Aralului infrastructura turistică și industrială a Kazahdaryei (una din cele mai mari fabrici de prelucrare a peștelui din Asia Centrală) au fost ruinate. În 1989 Kazahdarya mai avea doar 4 mii de locuitori, iar în prezent localitatea este practic abandonată, fiind un „oraș-fantomă”.